# IC 342
IC 342 (также Caldwell 5) — это спиральная галактика промежуточного типа в созвездии Жирафа.
Находится вблизи галактического экватора, где поглощение излучения пылью затрудняет наблюдение галактики. По тем же причинам сложно определить точное расстояние до галактики: современные оценки занимают интервал от 7 млн св. лет до 11 млн св. лет.
IC 342 является одной из двух наиболее ярких галактик в IC 342/Maffei, одной из групп галактик, ближайших к Местной группе. Галактика IC 342 была открыта У. Ф. Деннингом в 1895 г. Э. Хаббл изначально отнёс данную галактику к Местной группе, однако затем была показана ошибочность такого вывода.
В 1935 г. Х. Шепли объявил IC 342 третьей по угловому размеру спиральной галактикой среди известных на тот момент галактик, уступающей только Галактике Андромеды (M31) и Галактике Треугольника (M33); угловой размер данной галактики Шепли оценил как превышающий угловой диаметр Луны. По современным оценкам угловой диаметр IC 342 составляет от половины до двух третей лунного углового диаметра.